# Тополівка (Гайсинський район)
Топо́лівка —  село в Україні, у Краснопільській сільській громаді Гайсинського району Вінницької області. Розташоване на обох берегах річки Кіблич (притока Собу) за 14 км на північ від смт Теплик. Населення становить 489 осіб (станом на 1 січня 2017 р.).

## Історія
Село засноване 1955 року. 
9 вересня 2016 року, в ході децентралізації, село увійшло до складу Краснопільської сільської громади.
19 липня 2020 року, в результаті адміністративно-територіальної реформи та ліквідації Теплицького району, село увійшло до складу Гайсинського району.

## Населення

### Мова
Розподіл населення за рідною мовою за даними :
| Мова            | Кількість | Відсоток |
| --------------- | --------- | -------- |
| українська      | 652       | 97.31%   |
| румунська       | 12        | 1.79%    |
| російська       | 2         | 0.30%    |
| білоруська      | 1         | 0.15%    |
| болгарська      | 1         | 0.15%    |
| інші/не вказали | 2         | 0.30%    |
| Усього          | 670       | 100%     |

## Скарженівка
Назва Тополівка взята за назвою сусіднього села. Тепер це злилось зі Скарженівкою. В минулому село Тополівка було дворянським маєтком Хреннікових. Маєток нині зруйнований. Є легенда, що це був маєток пращурів Тихона Хреннікова, знаменитого композитора.
У Тополівці до 1947 року була церква Воздвиження Хреста Господа Ісуса Хреста, побудована Хренніковими. Дуже гарна, з кам'яним престолом, виписаним з Греції. Є відомості, що церкву неодноразово відвідував композитор Микола Леонтович та дирегував там церковним хором.
Село Скарженівка (рос. Скарженовка, пол. Skarżynowka вперше згадується у списку маєтків брацлавського і вінницького старости Адама Калиновського, складеного у 1635 році, з нагоди сплати з цих маєтків податку.
Під цією ж назвою село зустрічається у списку маєтків брацлавського старости, чернігівського воєводи і гетьмана польного коронного Марціна (загинув у 1652 році у битві під Батогом), рідного брата Адама Калиновського. Список був складений у XVIII столітті.
У 1650 році це поселення було нанесене на мапі французького інженера Ґ. Боплана, як слобода Skarzynuwka.
За даними реєстру церков Гранівського деканату, поданий 7 травня 1781 року за старим стилем парафія складала: сповідані душі — 253, нездатні до сповіді — 36, охрещені — 6, померлі — 8, шлюбів — 2.
За даними Гранівського деканату, під час генеральної конгрегації 3 травня 1782 року за старим стилем в Радомишлі списана і подана парафія: будинків — 50, сповідалося — 257 осіб, дітей — 81; народилося: хлопчиків — 7, дівчаток — 5; шлюбів — 5; померло: чоловіків — 5, жінок — 6.
За даними Гранівського деканату, подана на генеральній конгрегації 3 травня 1785 року за старим стилем в Радомишлі парафія: будинків — 62, сповідалося: чоловіків — 152, жінок — 143; нездатних до сповіді: чоловіків — 48, жінок — 50; шлюбів — 9; померло: чоловіків — 12, жінок — 20; народилося: хлопчиків — 16, дівчаток — 11.
За даними Гранівського деканату, подана на генеральній конгрегації у травні 1787 року парафія: будинків — 50; сповідалося 320 осіб, з них дітей — 60; народилося: хлопчиків — 19, дівчаток — 16; померло: чоловіків — 11, жінок — 12; шлюбів — 4.
За даними Гранівського деканату 19 червня 1793 року за старим стилем на генеральній Конгрегації в Радомишлі подана 
парафія: будинків — 64; охрещено: хлопчиків — 12, дівчаток — 17; померло: чоловіків — 7, жінок — 8; сповідалося: чоловіків — 198, жінок — 204; нездатні до сповіді: чоловіків — 43, жінок — 45; шлюбів — 5.

### Гайсинський повіт
Відомість, що укладена в Подільському губернському правлінні, про міста, містечка, села і хутори, розташовані в Подільській губернії, за даними у них, скільки після поділу губерній з 1797 року є дворів і по 1803 рік чоловічої статі осіб: у 1775 році налічувалось 45 дворів, у 1797 році — 67, мешканців — 256.
Міста і села з правом громади:
Опацького Дионізія, підсудка Липовецького і Таращанського повітів, в Скарженівці налічувалось душ чоловік 270. Ґрунт чорний, ліс дубовий.
У селі Скарженівка прилучені з унії до православ'я 26 серпня 1794 року церква в ім'я святого Архистратига Михаїла і священик Сумеон Ілліч.
У 1794 році в селі Скарженівка прилучена з унії до православ'я церква в ім'я Успіння Богоматері. При цій церкві був греко-католицький священик Теодор Божицький, який не побажав прийняти православ'я, внаслідок чого був позбавлений місця, і парафія доручена під нагляд священику Луці Фіґурському.
Скаржинівка (пол. Skarzynówka) — село, над річкою Кібличем, лівою притокою Собу, Гайсинського повіту, Подільської губернії, окружна поліція — Теплик, волость — Краснопілка, католицька парафія і суд — Ґранів (за 20 верстов), за 27 верстов від Гайсина, 100 верстов від Балти, має 81 оселю,754 мешканців, 609 десятин селянської землі, 650 десятин землі двірської, 34 десятини церковної. Церква в ім'я святого Михайла побудована у 1785 році, має 989 парафіян. В селі міститься ґуральня, закладена у 1850 році, на якій працює 13 людей; у 1886—1887 роках на ній вироблено 1 013 370 літрів спирту; два водяні млини. Ґрунт чорний. Належала до Чарторійських (Czartoryscy), Опацьких (Opaccy), пізніше — до Ґнатовських (Gnatowscy).
Скарженівка (рос. Скарженовка)  — село, розташоване на березі річки Кіблич, на місці, дещо похилому до річки. Кліматичні умови місцевості сприятливі. Ґрунт землі чорноземний і врожайний. Маєток цей належав спочатку до Чарторийських, потім до Опацьких, а нині належить Ґнатовським. Православних мешканців в селі Скарженівка — 1072 особи обох статей; предки їхні були у XVIII столітті греко-католиками, що видно з того, що для перебудови церкви парафіяни питають дозволу греко-католицького митрополита Атанасія Шептицького; й донині в архіві при церкві зберігаються унійні книги. Мешканці займаються землеробством, а деякі ткацтвом простих полотен. Людність бідна, бо лише 102 домогосподарів мають по одній десятині землі в чотирьох змінах, а 52 домогосподарі мають лише присадибну землю. Час заснування першого храму в Скарженівці невідомий; відомо лише, що дерев'яний храм в ім'я святого Архистратига Михаїла існував до 1755 року, коли князь Чарторійський побудував новий дерев'яний храм на другому погості, а попередній погост залишився під садибою селянина. Храм цей проіснував до 1893 року. Третій храм в ім’я святого Архистратига Михаїла заснований у 1888 році; храм цей дерев'яний, на кам'яній основі, однокупольний, побудований разом із дзвіницею, завершений і освячений у 1893 році. Іконостас перенесений із старої церкви в нову і доповнений двома іконами, взятими також із старої церкви. Побудова церкви коштувала парафіянам 15 556 крб. 20 коп. Церковної землі: присадибної 1 десятина, орної 28 десятин, сіножатної 6 десятин. Причтові приміщення побудовані поміщиком у 1887 році. Церковно-парафіяльна школа відкрита у 1862 році і нині міститься у власному будинку.
Виключені з духовного звання за непохвальну поведінку Гайсинського повіту села Скарженівки: пономар Петро Сокольницький за рішенням від 18 вересня 1904 року.

### Ткацька промисловість
Повсюди на Поділлі ткацьким промислом займаються корінні мешканці, селяни-українці, і лише у місті Бершадь Ольгопільського повіту, промислом займаються також євреї-міщани.
За даними кореспондентського обстеження у селі Скарженівка налічувалось: кількість дворів, зайнятих ткацтвом — 18,
кількість осіб, зайнятих ткацтвом — 20, кількість дворів, зайнятих овчинно-кожушним промислом — 1, кількість осіб, зайнятих овчинно-кожушним промислом — 1.
Пора року промислу — взимку. Загальна кількість дворів — 222. Загальна кількість чоловіків — 668.
Загальна кількість жінок — 658. Всього людей — 1326.
Кількість дворів з різним промислом — 41, кількість людей, зайнятих промислом — 43.
КСМ організація села Скарженівки викрила Бурлаку, Шибінського та Фурманчука, які проводили розкладницьку роботу в організації.

## Пам'ятки
- Ландшафтний заказник місцевого значення Урочище Стінка.
- Гідрологічні пам'ятки природи місцевого значення Джерело «Жива вода», Джерело «Медвянка».
- Ботанічна пам'ятка природи місцевого значення Тополівський парк «Стадуб».

## Галерея

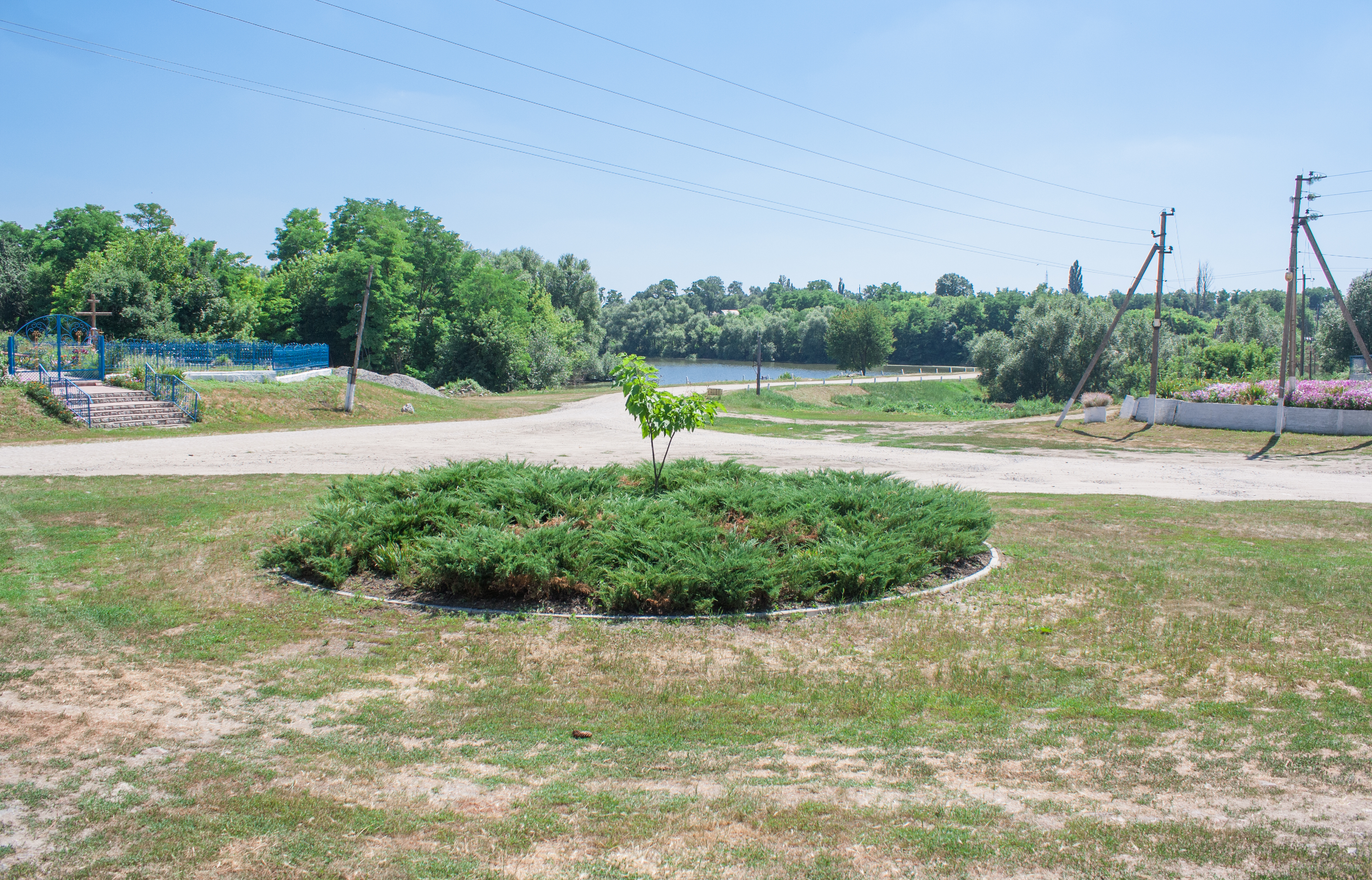
Центр села
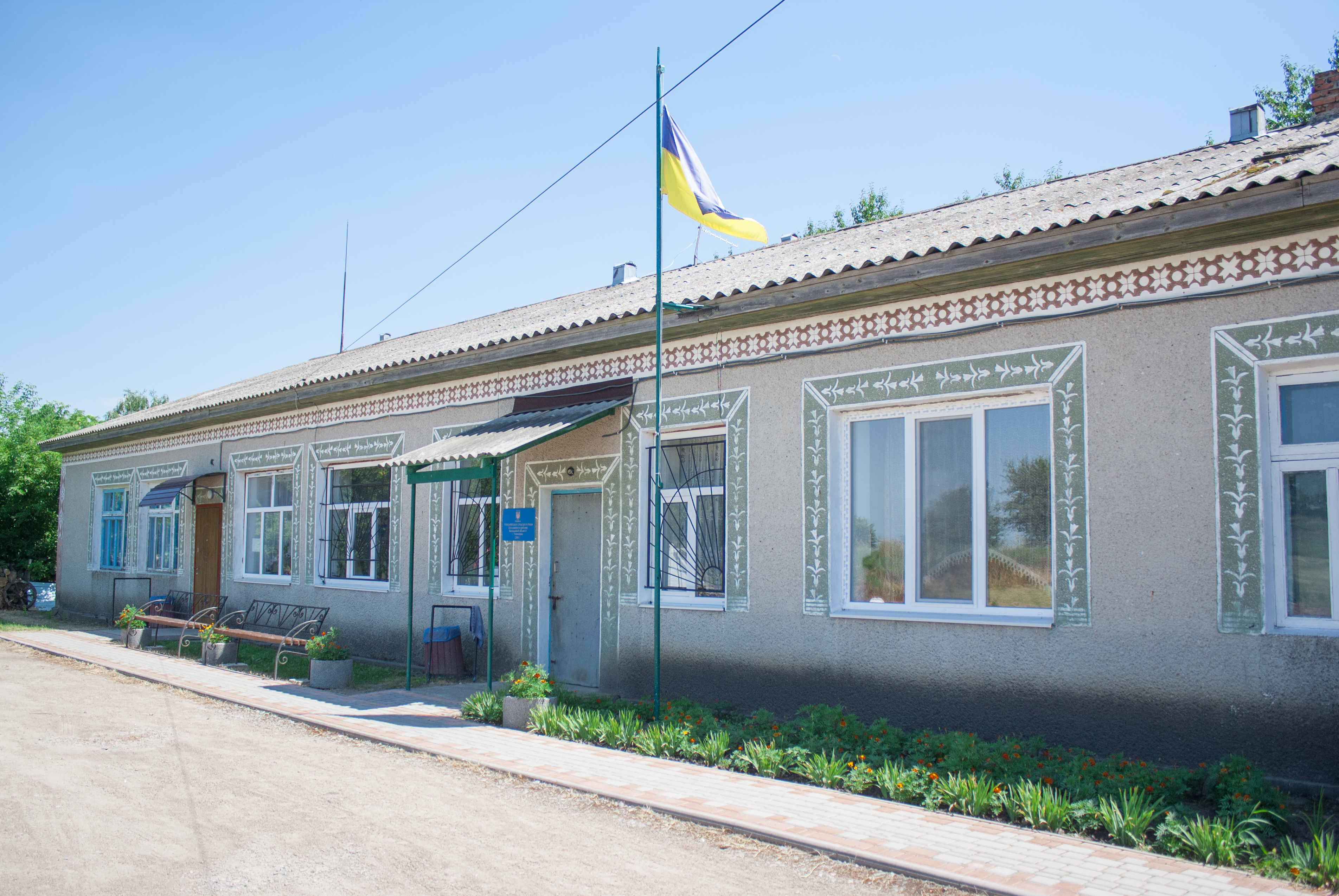
Сільська рада
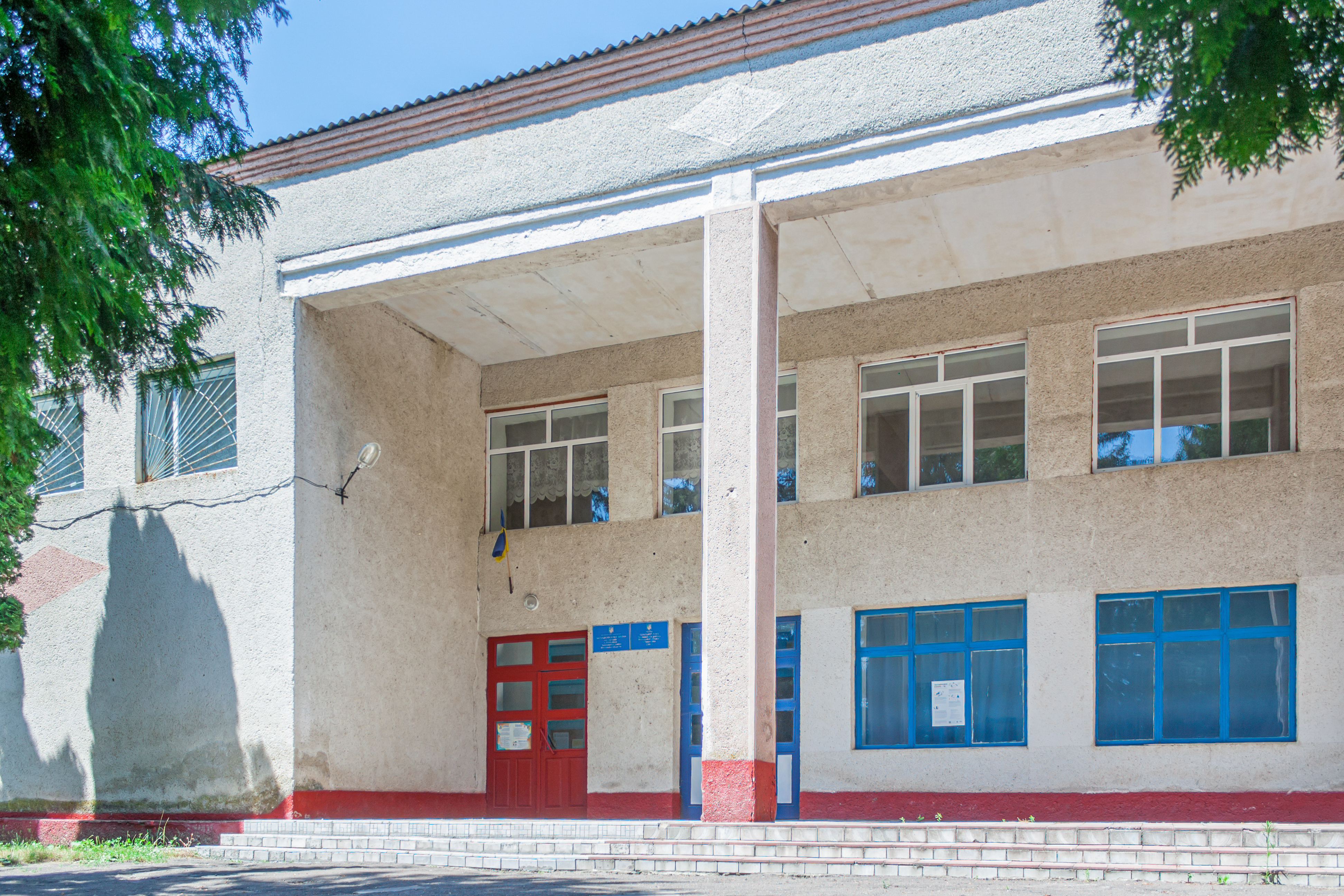
Школа і будинок культури
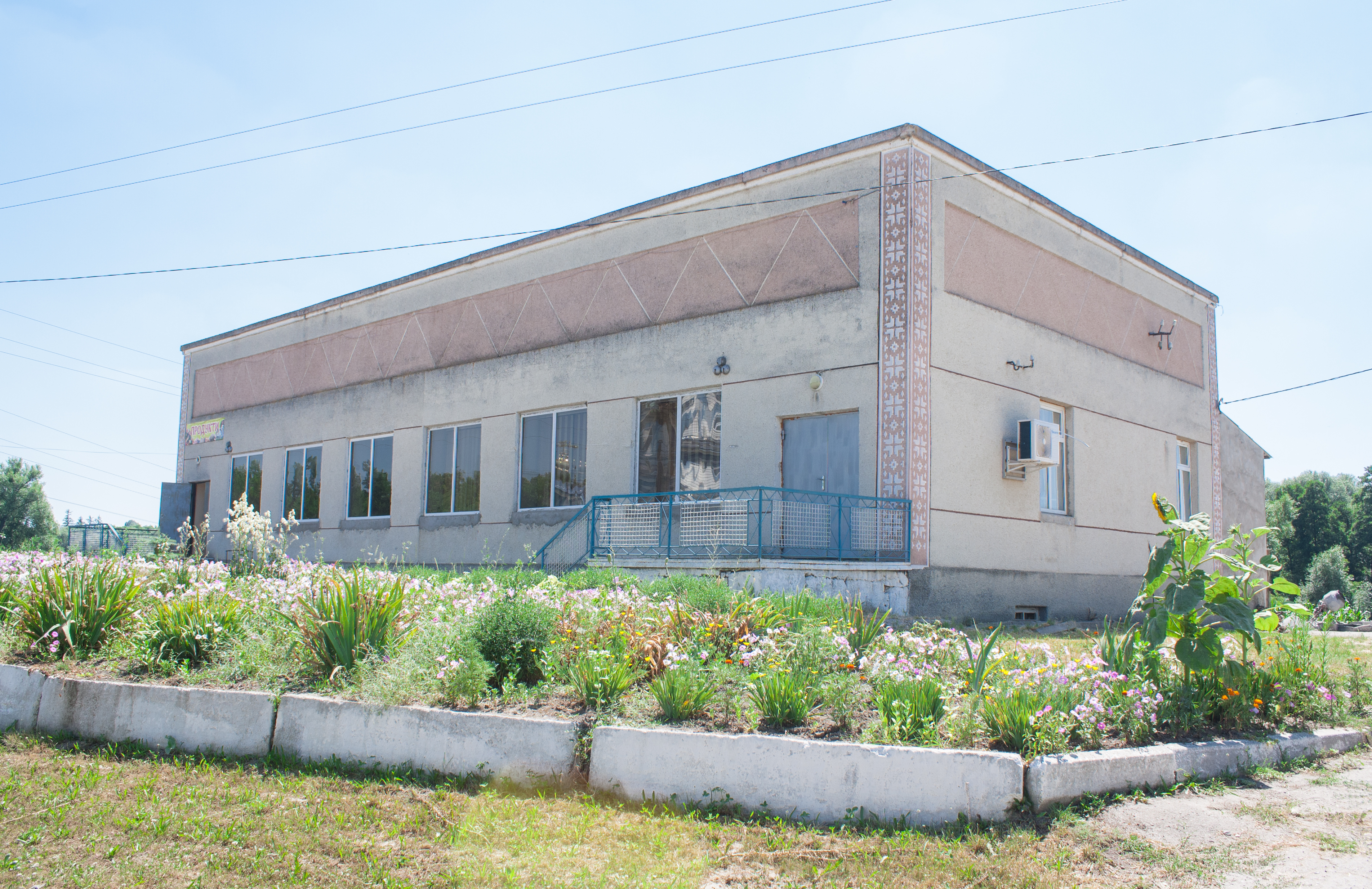
Магазин
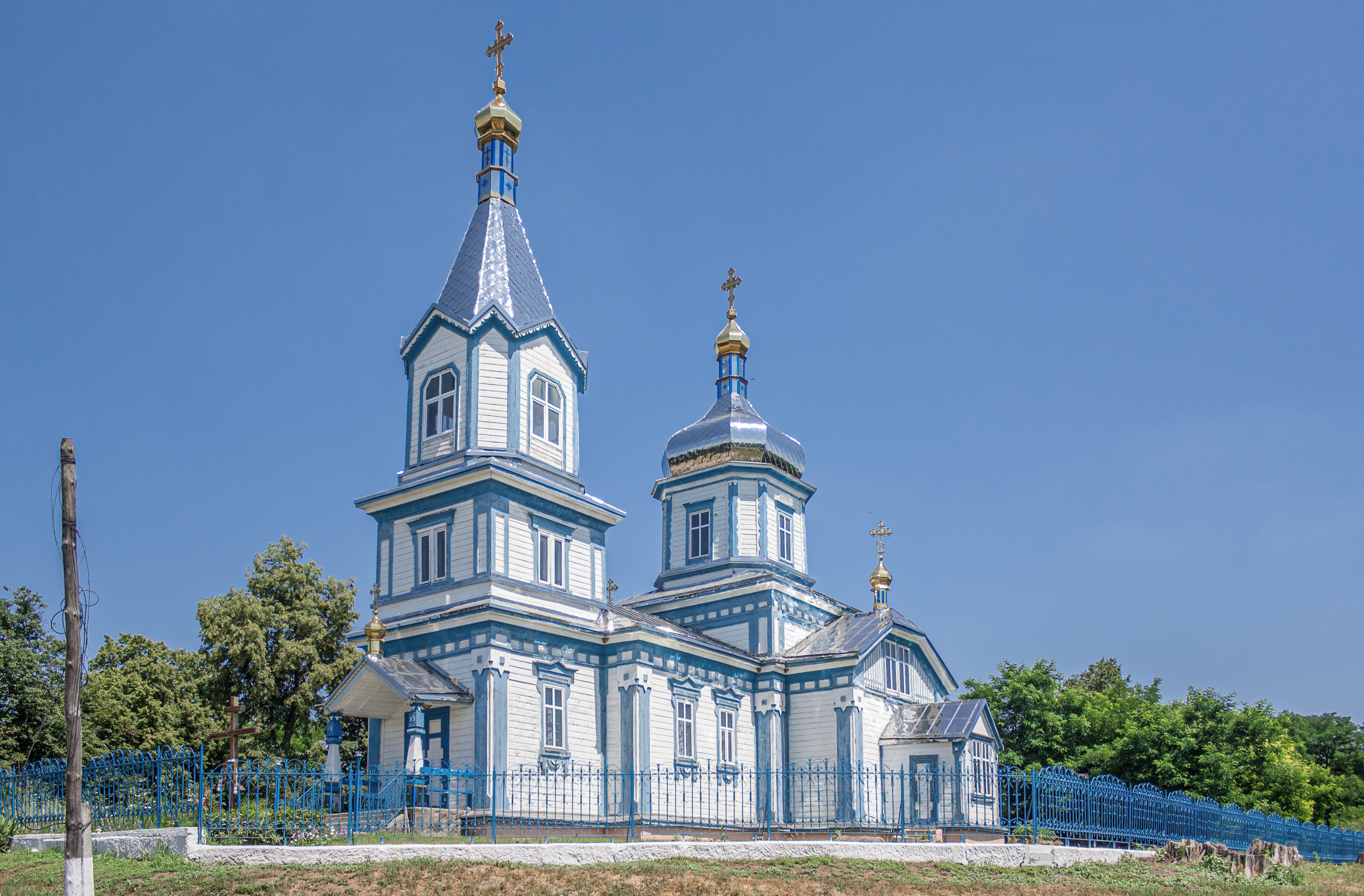
Церква Архістратига Михаїла (1893 р.)
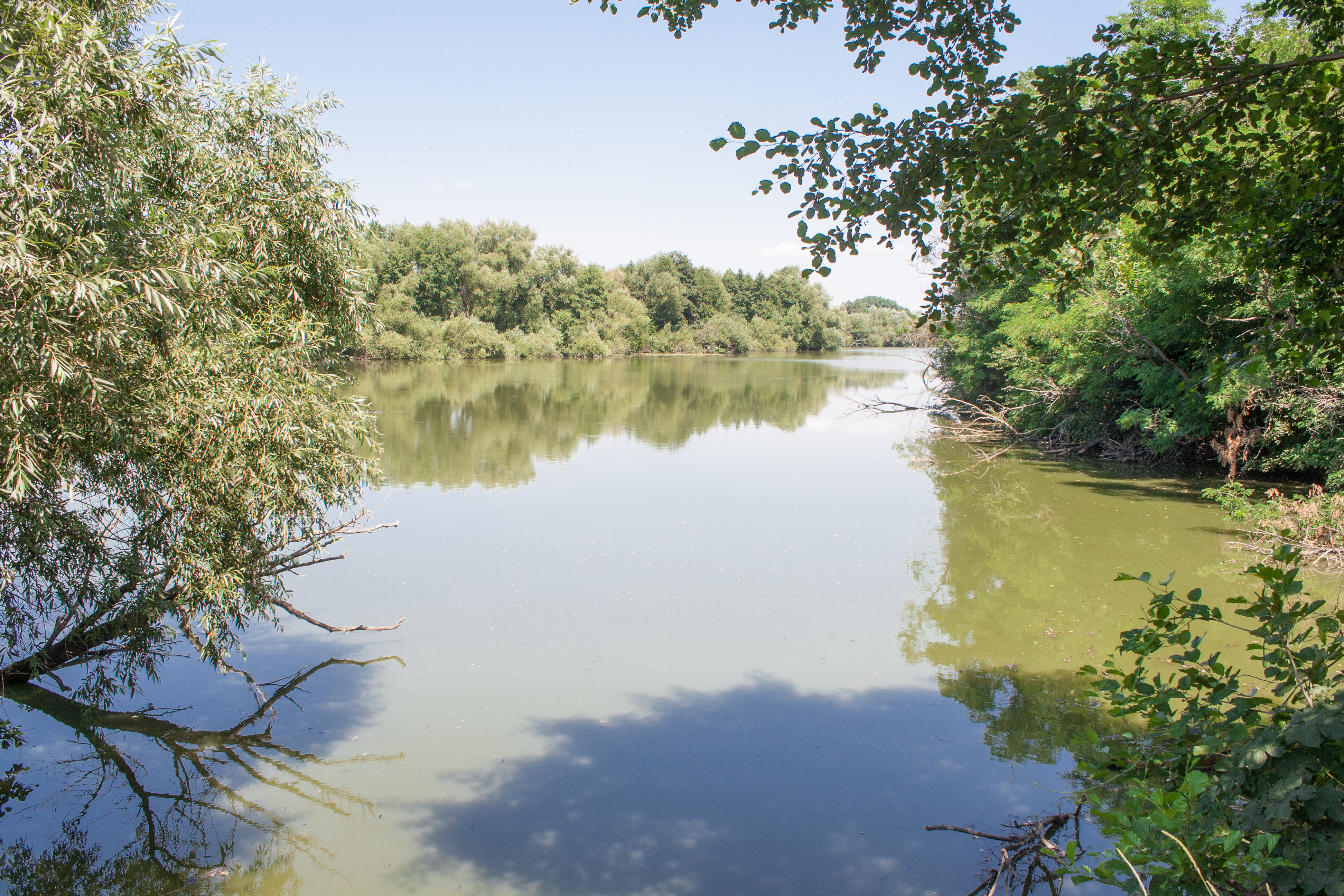
Ставок на річці Кіблич
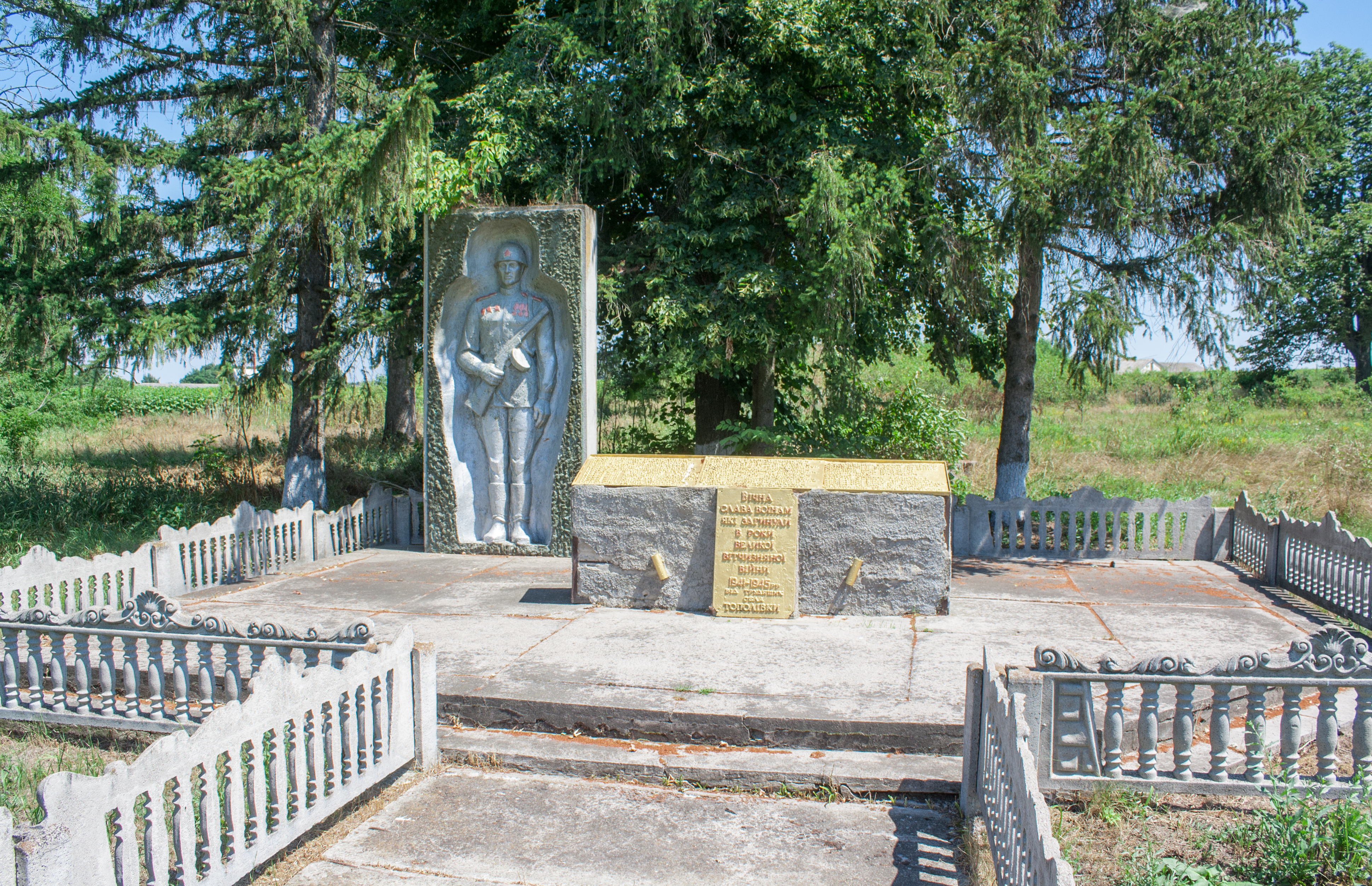
Пам'ятник 46-ти воїнам-односельчанам
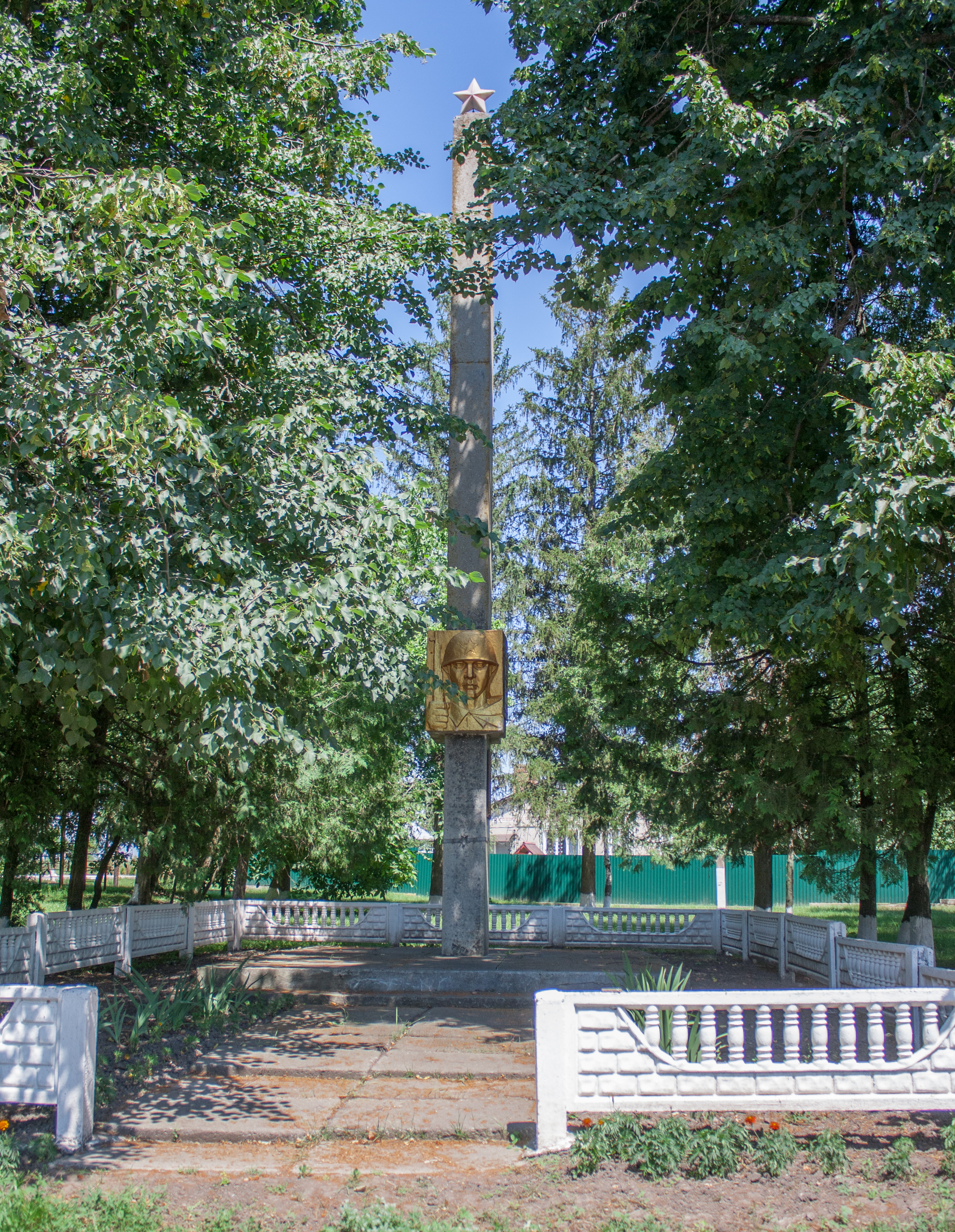
Пам'ятник 167-ми воїнам-односельчанам